# Paul Oswald Ahnert
Paul Oswald Ahnert (* 22. November 1897 in Chemnitz; † 27. Februar 1989 in Sonneberg) war ein deutscher Astronom.
Er ist unter Fach- und Amateurastronomen weithin bekannt als Herausgeber des astronomischen Jahrbuchs Kalender für Sternfreunde, kurz auch der Ahnert genannt. Sein hauptsächliches Forschungsgebiet waren die veränderlichen Sterne. Im Rahmen der Sonneberger Himmelsüberwachung – einem Langzeit-Forschungsprojekt zur Beobachtung und fotografischen Überwachung veränderlicher Sterne – war er an vielen Entdeckungen der Sternwarte Sonneberg beteiligt. Auch seine Beobachtungsreihen zur Sonnenfleckenstatistik sind von wissenschaftlichem Wert.

## Leben
Paul Ahnert wurde in Chemnitz im Königreich Sachsen geboren. Schon als Kind beeindruckte ihn der Sternenhimmel, und Anregungen seines Naturkundelehrers veranlassten ihn, sich näher mit Fragen der Astronomie zu beschäftigen. Von 1912 bis 1917 ging er auf das Lehrerbildungsseminar in Frankenberg, um Volksschullehrer zu werden. Damals begann er mit einem Feldstecher Himmelsbeobachtungen durchzuführen. Das Ende des Ersten Weltkrieges erlebte er als Frontsoldat. Nach der Rückkehr aus dem Krieg wurde er in Burkhardtsdorf bei Chemnitz Volksschullehrer. Für intensivere astronomische Himmelsbeobachtungen leistete er sich ein kleines, leistungsstarkes Teleskop und errichtete eine kleine Privatsternwarte. Am meisten interessierten ihn veränderliche Sterne und die Sonne. Seine erste Veröffentlichung erschien 1923 in den „Astronomischen Nachrichten“ (AN 219, S. 165–170) über langperiodische veränderliche Sterne, die er von seiner Privatsternwarte aus beobachtet hatte.
Durch Beobachtungsreihen an damals wenig bekannten veränderlichen Sternen erwarb er sich bis Anfang der 1930er Jahre Anerkennung unter Fachastronomen. Wahrscheinlich wäre er aber auf Dauer Lehrer geblieben, wenn ihn nicht die faschistische Machtergreifung 1933 aus der Lebensbahn geworfen hätte. Als engagierter SPD-Genosse kam Paul Ahnert vier Monate ins KZ, erhielt Berufsverbot und musste danach den Lebensunterhalt seiner Familie mit schlecht bezahlten Gelegenheitsarbeiten bestreiten. Die schwierige Lebenslage des ambitionierten Amateurastronomen sprach sich unter Sternfreunden herum und nahm 1938 eine glückliche Wendung. Cuno Hoffmeister holte ihn nach Sonneberg und beschäftigte ihn unter der Hand in der Sternwarte Sonneberg. Später erreichte Hoffmeister mit Unterstützung durch Paul Guthnick sogar, dass Paul Ahnert – entgegen den gesetzlichen Vorschriften – wieder in den Staatsdienst übernommen wurde und als Beobachter und Auswerter im Rahmen der Sonneberger Himmelsüberwachung mitarbeiten durfte.
Die Entstehung einer am 17. Dezember 1939 Arthur Arno Wachmann an der Hamburger Sternwarte in Bergedorf entdeckten Nova konnte von Ahnert aufgrund des von ihm aufgestellten Überwachungsplans näher eingegrenzt werden. Ahnert fand heraus, dass die Nova erstmals auf einer Aufnahme vom 24. September 1939 als Stern 7. Größe zu erkennen war.
Durch intensive Studien der Verteilung der Mirasterne entdeckte er bereits 1939 den Zusammenhang ihrer altersabhängigen Lokation in bestimmten Regionen der Milchstraße. Neben der Himmelsbeobachtung wirkte er in Zusammenarbeit mit Rudolf Brandt auch an der Entwicklung von Beobachtungs- und Auswertungs-Instrumenten mit. Bemerkenswert ist auch, dass Ahnert als Entdecker des Sonnenwindes gelten muss, wie näher dargelegt bei Wilfried Schöder. Ahnert hat die entscheidenden Beobachtungen der Kometenschweife am Kometen Whipple-Fedke (1942 g) machen können. Seine Ergebnisse wurden erweitert durch Betrachtungen von Cuno Hoffmeister.
Cuno Hoffmeister gelang es, die Forschungstätigkeit in Sonneberg während des Zweiten Weltkrieges aufrechtzuerhalten und auch danach unter sowjetischer Besatzung die Weiterbeschäftigung seiner Mitarbeiter zu sichern. Paul Ahnert blieb deshalb nach dem Krieg als Astronom in Sonneberg. An der Sternwarte arbeitete ab 1945 auch die Astronomin Eva Rohlfs, die er 1952 heiratete und deren frühen Tod er 1954 beklagen musste. Seine erste Ehe mit Rose geb. Ungibauer war 1951 geschieden worden. Ab 1948 gab er den „Kalender für Sternfreunde“ heraus. Außerdem veröffentlichte er für Amateurastronomen Beobachtungsanleitungen und ein astronomisch-chronologisches Tafelwerk, mit dem zum Beispiel Sonnen- und Mondfinsternisse sowie Planetenpositionen über sechs Jahrtausende hinweg mit erstaunlich hoher Genauigkeit und sehr geringem Rechenaufwand bestimmt werden können. 1957 verlieh ihm die Friedrich-Schiller-Universität Jena den Ehrendoktortitel und würdigte damit seine Verdienste.
Mit Unterstützung seiner dritten Ehefrau Elisabeth blieb er bis zum 90. Lebensjahr Herausgeber des „Kalenders für Sternfreunde“ und korrespondierte mit vielen Fach- und Amateurastronomen in Ost und West. Aber auch an der Sternwarte war er noch jenseits seines 80. Geburtstags tätig und beobachtete regelmäßig den Sternenhimmel mit einem eigens für ihn bereitgestellten Spiegelteleskop. In Würdigung seines Lebenswerkes erhielt der Planetoid (3181) im Juli 1985 den Namen Ahnert. Erst 1988 übergab er die Herausgabe des „Kalenders für Sternfreunde“ an den Sonneberger Astrophysiker Rainer Luthardt. Paul Ahnert verstarb im Alter von 91 Jahren nach kurzer, schwerer Krankheit in Sonneberg. Sein Sternkalender wurde fortgeführt bis zur Ausgabe für das Himmelsjahr 2014.

## Ehrungen
- Der Asteroid (3181) Ahnert wurde nach Paul Ahnert benannt.

## Bibliografie
- Die veränderlichen Sterne der nördlichen Milchstraße. T.4. (bearbeitet von C. Hoffmeister u. P. Ahnert) Veröffentlichungen der Sternwarte zu Sonneberg (1947)
- Der Lichtwechsel von 46 hellen Mirasternen. Akademie-Verlag Berlin (1954)
- Astronomisch-chronologische Tafeln für Sonne, Mond und Planeten. Johann Ambrosius Barth Verlag (1960, 1961, 1965)
- Beobachtungsobjekte für Liebhaberastronomen. J. A. Barth Verlag Leipzig (1961 u. 1968)
- Mondkarte in 25 Sektionen. (als Herausgeber der Neuausgabe dieses Werkes von W. G. Lohrmann) J. A. Barth Verlag, Leipzig (1963)
- Astronomische Abhandlungen. (zusammen mit C. Hoffmeister) J. A. Barth Verlag Leipzig (1965)
- Kleine praktische Astronomie. Hilfstabellen und Beobachtungsobjekte. J. A. Barth Verlag Leipzig (1974 u. 1986) ISBN 3-335-00000-5
- Kalender für Sternfreunde. Astronomisches Jahrbuch. J. A. Barth Verlag Leipzig (40 Jahrgänge: 1948–1988; Herausgeber: P. Ahnert)